# APMBGC 252+125-117
APMBGC_252+125-117는 LEDA 16389와 상호 작용하는 불규칙 은하이다.